# 建蔵
建蔵（けんぞう、1963年12月24日 - ）は、日本の声優・ナレーター・俳優。バウスプリット株式会社→オフィス蔵。2018年4月よりハブ・マーシーに所属。愛知県出身（19歳まで名古屋に在住）。本名は田中健三。

## 来歴
小学校5年生に名古屋放送児童劇団に入団。少年ドラマシリーズ『蜃気楼博士』でドラマデビュー。NHK名古屋制作の『中学生日記』生徒役、近年は父親役などで出演、銀河テレビ小説『季節はずれの蜃気楼』などに出演。
高校時代は演劇部とお菓子クラブに在籍。大学進学で上京後、NHKディレクター深町幸男に師事。『花へんろ〜第二章』（1985年・NHK）に出演し俳優活動に入る。声の特徴を活かしたオーディオドラマの出演作も多い。それまで本名を芸名にしていたが、2004年から建蔵に改める。演じるキャラクターは殺人犯から落語家、刑事まで、癖のある中年役で映画、ドラマに多数出演。2011年より三田村周三と演劇ユニット『けんぞーしゅーぞー秘演会』を立ち上げている。

## 人物
法政大学文学部琉球文学専攻ということもあり、沖縄好き。卒論のテーマは「八重山諸島における琉歌の流れ」。趣味・特技はセミプロ級日曜大工、サッカー（大杉漣主催のチーム鰯でプレーしていたこともある）。

## 出演
※太字は主演

### テレビドラマ
- 蜃気楼博士(NHK)
- 中学生日記(NHK)
- 独身送別会(NHK)
- 花へんろ(NHK)
- 季節はずれの蜃気楼(NHK)
- 乾杯!春一番(CBC)
- 銭形平次(CX)
- それでも家を買いました(TBS)-杉本晃 役
- お局様はハイミセス管理職(TBS)
- 冬の来る前に(ANB)
- 田舎の王子さま東京へ行く(TBS)
- マンガチックに踊ろうよ(TBS)
- オレンジ色の診察室(TBS)
- 熱血下町商店街(TBS)
- 世にも奇妙な物語(CX)
- ホテル(CX)
- スキャンダル(CX)
- ニッポンときめき歴史館(NHK)
- 女医(NTV)
- 幻のペンフレンド(NHK)
- ちゅらさん(NHK)
- 火消し屋小町(NHK)
- 芋たこなんきん(NHK)
- 信濃のコロンボ事件ファイル10「杜の都殺人事件」（2006年、テレビ東京）
- 風林火山(NHK、2007年大河ドラマ) - 長尾政景役
- テレビ朝日50周年ドラマスペシャル 警官の血（テレビ朝日） - 今野勉役
- 十津川警部シリーズ40「生命」（2008年、TBS）
- ドラマスペシャル 暴れん坊将軍（2008年、テレビ朝日） - 伝八
- 松本清張ドラマスペシャル・顔(NHK、2009年)
- 新・警視庁捜査一課9係 season2 第5話（2010年、テレビ朝日）
- 坂の上の雲（2010年、NHK） - 古島一念 役
- 相棒 Season 9 第13話「通報者」（2011年1月26日、テレビ朝日 / 東映） - 赤松肇役
- ヤメ検の女2「殺人を隠蔽する検察!? 夫は自殺じゃない!」（2011年2月19日、朝日放送）
- デカ 黒川鈴木 第5話（2012年2月2日、読売テレビ） - 医師役
- ヒトリシズカ（2012年10月28日、WOWOW） - 本木役
- 平清盛(NHK、2012年大河ドラマ)　- 佐々木秀義役

### 映画
- スキ!(東宝)
- 借王2000
- レディジョーカー（平山秀幸 監督）
- フライ、ダディ、フライ（成島出 監督）
- しゃべれどもしゃべれども（平山秀幸 監督） - 今昔亭六文役
- 築地魚河岸三代目（松原信吾 監督）

### ラジオ
- ビバ!スペースカレッジ(NHK)
- オペレーション太陽(NHK)
- 自動起床装置(NHK)
- ゲノムハザード(NHK)
- 魔女たちのたそがれ(NHK)
- 封神演戯(NHK)
- エンジェル（石田衣良原作）(NHK)
- 赤と黒(NHK)
- となり町戦争（三崎亜紀原作）(NHKFM)
- 精霊の守り人

### Vシネマ
- 借王（ビデオ）

### 舞台
- 川のみえる3DK（下北沢駅前劇場）
- 人のフリンみて（博品館劇場）
- カッコーの巣の上を（青山円形劇場）
- お隣の人々（博品館劇場）
- ある日の事でございます（萬スタジオ）
- マイスウィートベイビー（シアタートップス）
- 結婚しない男と女（中目黒ウッディーシアター）
- 結婚したいと思いませんか（シアターVアカサカ）
- 愛の讃歌（博品館劇場・各地巡演）
- カッコーの巣の上を

### プロデュース
- 主人公はお前じゃない（シアタートップス）

### 演出
- トランスルーセントベイビー（六行会ホール）
- いじめ机の上の荒野（三百人劇場）